# Albert Deibele
Josef Albert Deibele (* 30. März 1889 in Oeffingen; † 4. Juli 1972 in Schwäbisch Gmünd; Pseudonym Albert Gmünder) war ein deutscher Pädagoge, Archivar, Heimatforscher und Dichter. Er gilt als Begründer des heutigen Gmünder Stadtarchivs.

## Leben
Albert Deibele, Sohn eines gleichnamigen Lehrers aus Oeffingen, besuchte die Volksschule und Aspirantenanstalt in Schwäbisch Gmünd. Seine Lehrerausbildung begann er an der Präparandenanstalt in Saulgau, bevor er 1905 zurück nach Schwäbisch Gmünd an das dortige Seminar wechselte. Es folgte ein Pädagogik-Studium mit den Hauptfächern Botanik und Erdkunde an der Universität Tübingen.
1920 nahm Deibele eine Oberlehrerstelle am Lehrerseminar Schwäbisch Gmünd an. Im Dritten Reich wurde das Seminar nach Rottweil, wo Deibele Leiter der Übungsschule wurde, und weiter nach Heilbronn verlegt. Nach dem Zweiten Weltkrieg wurde Deibele vom Kultusministerium in Stuttgart beauftragt, das Lehrerseminar in Schwäbisch Gmünd wieder aufzubauen. 1946 konnte der Lehrbetrieb wieder aufgenommen werden, aus der Einrichtung entwickelte sich dann zunächst das Pädagogische Institut Schwäbisch Gmünd und zwanzig Jahre später die Pädagogische Hochschule Schwäbisch Gmünd. Als Deibele sie als Oberstudienrat verließ, hatte er inzwischen mehrere Schulbücher mitverfasst, unter anderem etliche Bände der Serie Von der Heimat zur Welt und Mit eigener Kraft, die im Klett-Verlag erschienen.
1880 war ein großer Teil des Reichstädtischen Archivs von Schwäbisch Gmünd nach Stuttgart verbracht worden, so dass in Gmünd nur noch kleinere Bestände verblieben waren. Als 1928 die Gmünder Heimatblätter vorbereitet wurden, bekam Deibele die Restbestände erstmals zu Gesicht und war über deren Zustand und Lagerung bestürzt. 1930 genehmigte ihm die Stadtverwaltung, die verbliebenen Bestände zu sichten und zu ordnen. Dies war der Beginn des neuen Stadtarchivs von Schwäbisch Gmünd. Auf Deibeles Initiative und durch unermüdliches Sammeln in der Stadt konnte das Stadtarchiv erweitert und stetig ausgebaut werden. 1970 löste Peter Scherer ihn als Leiter des Stadtarchivs ab.

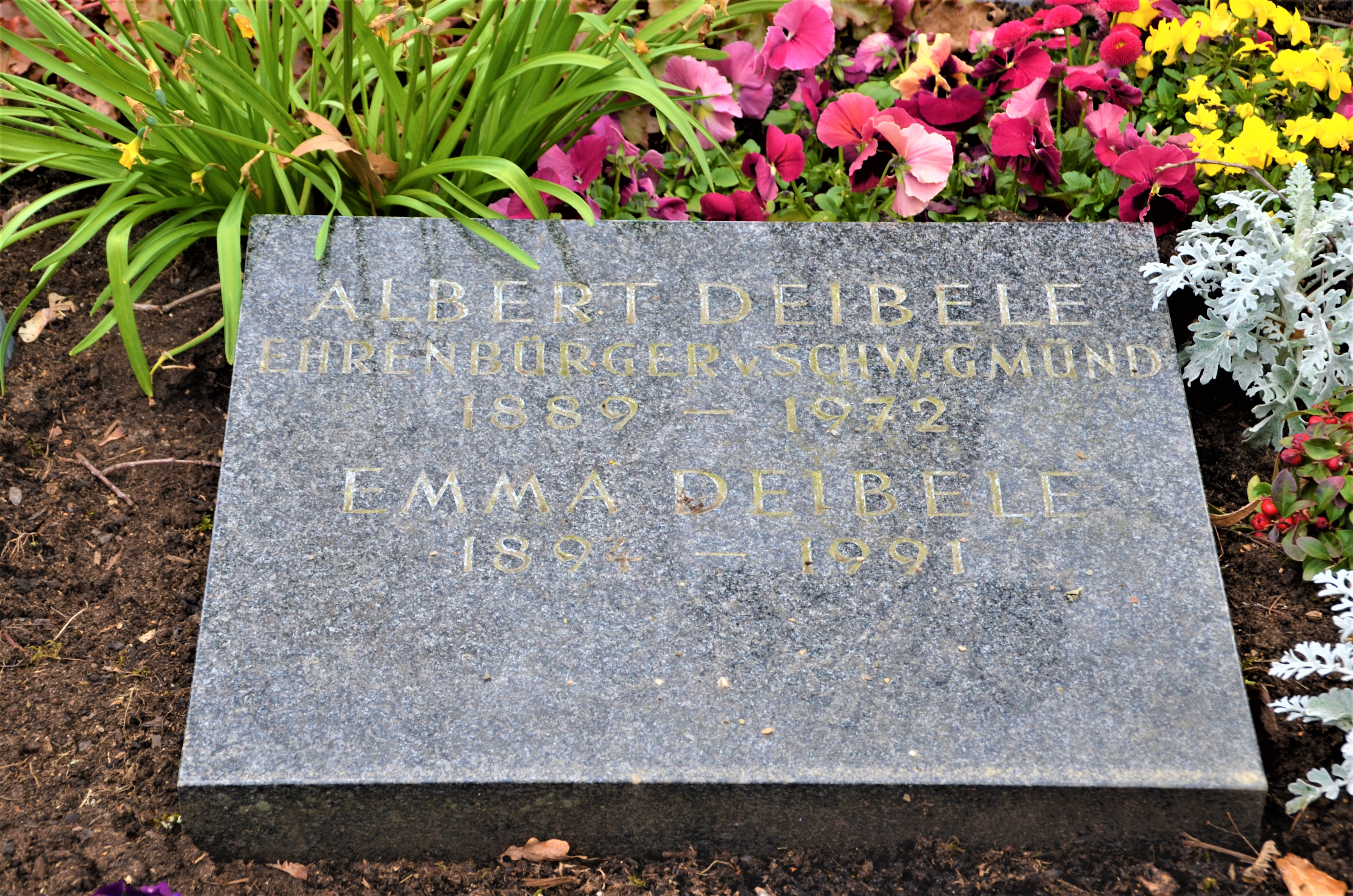
Grabplatte auf dem Gmünder Leonhardsfriedhof (2020)

1972 starb Deibele an seinem Schreibtisch im Gmünder Stadtarchiv während einer Besprechung. Er ist auf dem Friedhof bei St. Leonhard in Schwäbisch Gmünd begraben.

## Wirken als Dichter
Das Wirken als Dichter steht bei Deibele im Hintergrund und so sind nur wenige seiner Werke bekannt beziehungsweise veröffentlicht worden. Im Sammelband Feierstunde, der 1926 in Horb am Neckar herausgegeben wurde, sind unter dem Pseudonym Albert Gmünder beispielsweise die Gedichte Hünengrab, Auf dem Moorkanal, Tod und Leben sowie Oktobertrost veröffentlicht.

## Wirken als Stadtarchivar und -historiker
Neben dem Aufbau des neuen Stadtarchivs und dessen Erweiterung bemühte sich Deibele in zahlreichen Publikationen um die Vermittlung der Gmünder Stadtgeschichte. Er war Mitautor der Gmünder Heimatblätter (1928–1966), veröffentlichte zahlreiche Artikel, unter anderem auch im Einhorn-Jahrbuch Schwäbisch Gmünd, und war Autor verschiedener Monographien. Mit Alfons Nitsch veröffentlichte er zum Beispiel das zweibändige Werk Urkunden und Akten der ehemaligen Reichsstadt Schwäbisch Gmünd 777–1500. Aber auch seine Werke Krieg und Kriegsende in Schwäbisch Gmünd sowie Kriegsende 1945 im Kreis Schwäbisch Gmünd fanden besondere Beachtung, da sie nicht lediglich auf Augenzeugenberichten, sondern auch auf amtlichen Berichten und Prozessakten fußten. Die Festschrift zum 800-jährigen Stadtjubiläum 1962 stammt teilweise aus der Feder Deibeles.
Um die Heimatforschung zu institutionalisieren, gehörte Deibele 1949 zu den Mitbegründern des Bundes für Heimatkunde, aus dem 1964 ebenfalls unter Mitwirkung Deibeles der bis heute aktive Gmünder Geschichtsverein e. V. hervorgegangen ist.
Im September 2019 wurde die Entdeckung seiner Kriegschronik über die Jahre 1939 bis 1945 durch das Gmünder Stadtarchiv bekannt. Sie ist Teil seines Nachlasses, der sich im Stadtarchiv befindet, und wurde 2020 als digitale Edition veröffentlicht.

## Ehrungen
Anlässlich seines 70. Geburtstages wurde Albert Deibele am 2. April 1959 aufgrund seiner 20-jährigen Tätigkeit als ehrenamtlicher Stadtarchivar das Bundesverdienstkreuz (Verdienstkreuz am Bande) verliehen. Zu seinem 80. Geburtstag wurde ihm durch den Oberbürgermeister Hansludwig Scheffold am 27. März 1969 die Ehrenbürgerwürde der Stadt Schwäbisch Gmünd verliehen und wie folgt begründet: 

„In über 30-jähriger rastloser Arbeit hat er vor allem das städtische Archiv aufgebaut und zu einer wissenschaftlichen Einrichtung gemacht. Mit seinen umfangreichen Veröffentlichungen hat er einen hervorragenden Beitrag zur Erforschung und Darstellung der Geschichte der Stadt geleistet.“

## Werke (Auswahl)
Deibele hat die Schulbuchserien im Klett-Verlag Von der Heimat zur Welt: ein Lese- und Arbeitsbuch zur Erdkunde (Bände 1. Süddeutschland, 2. Europa, 4. Die grosse Welt, 5. Deutschland und die Welt, neuer Band 2. Deutschland, das Vaterland etc.) und Mit eigener Kraft (Bände 1–4) mitverfasst.
- Krieg und Kriegsende in Schwäbisch Gmünd (= Gmünder Hefte Band 4). Schwäbisch Gmünd 1954 (online).
- Die Johanniskirche in Schwäbisch Gmünd. Hrsg. vom Verkehrsverein Schwäbisch Gmünd e. V., 1957.
- Die Lehrerbildung in Schwäbisch Gmünd in den Jahren 1825-1962. 3 Bände. Schwäbisch Gmünd: Stadtarchiv 1962 (online).
- mit Alfons Nitsch: Das Spitalarchiv zum Heiligen Geist in Schwäbisch Gmünd (= Inventare der nichtstaatlichen Archive in Baden-Württemberg Heft 9). Braun Verlag, Karlsruhe 1965 (online).
- Das Kriegsende 1945 im Kreis Schwäbisch Gmünd (= Gmünder Hefte Band 6). Schwäbisch Gmünd 1966 (online).
- Das Hospital zum Heiligen Geist in Schwäbisch Gmünd (= Gmünder Hefte Band 7). Schwäbisch Gmünd 1967 (online).
- mit Hermann Kissling: Das Katharinenspital zu den Sondersiechen in Schwäbisch Gmünd (= Inventare der nichtstaatlichen Archive in Baden-Württemberg, Heft 14). Schwäbisch Gmünd 1969 (online).
- S[ank]t Leonhard in Schwäbisch Gmünd und die ihm angeschlossenen Pflegen (= Inventare der nichtstaatlichen Archive in Baden-Württemberg, Heft 15). Schwäbisch Gmünd 1971 (online).
- Die Kapellen in Schwäbisch Gmünd von einst und jetzt (= Gmünder Hefte Band 10). Schwäbisch Gmünd 1971 (Auszug aus dem vorigen Titel).
- David Schnur (Bearb.): Tagebücher eines Stadtarchivars. Die Schwäbisch Gmünder Kriegschronik von Albert Deibele (1939–1945) (= Quellen aus dem Stadtarchiv Schwäbisch Gmünd. Digitale Editionen, Band 2). Schwäbisch Gmünd 2020 (online).